# Ascalaphus intermedius
Ascalaphus intermedius is een insect uit de familie van de vlinderhaften (Ascalaphidae), die tot de orde netvleugeligen (Neuroptera) behoort. 
Ascalaphus intermedius is voor het eerst wetenschappelijk beschreven door Lefèbvre in 1842.